# PEL Varaždin
PEL Varaždin ime je za tvrtku iz Varaždina koja se bavila proizvodnjom pletarskih proizvoda, kao i proizvodnjom elektronike i računala. Središte tvrtke bila je na adresi
Trg Božidara Adžije 5, Varaždin.

## Proizvodi
- OOUR Elektronika
  - računalo Galeb
  - porodica računala Orao
  - Pisači
  - Disketne jedinice
  - Terminali
  - Sistemi za poništavanje voznih karata